# Sretno dijete
Sretno dijete je prvi album sastava hrvatskog rock glazbenika Davorina Bogovića, bivšeg pjevača Prljavog kazališta, Davorin i Bogovići.
Album je objavljen 1998. godine u izdanju Croatia Recordsa i sadrži deset pjesama, od kojih su dva prepjeva (S. Gainsbourgh, grupa Clash), jedna domaća obrada (naslovna pjesma, objavljena prvi put 1979. na prvom albumu Prljavog kazališta, čiji je autor Jasenko Houra), te sedam novih uradaka, čiji su autori sam Davorin Bogović, te Siniša Radaković i Marijan Brkić, koji je ujedno i producent. Album je izdan pod imenom Davorin i Bogovići, a uz samog Davorina Bogovića kao vokala, album su odsvirali Albin Zlopaša (gitara), Luka Nekić (gitara), Siniša Radaković (bas-gitara) i Željko Dijaković (bubnjevi).
Interesantno je da se album pojavio otprilike u isto vrijeme kao i album Dani ponosa i slave Prljavog kazališta, u istoj diskografskoj kući.

## Popis pjesama
Popis pjesama, skladatelja, tekstopisaca i aranžera pjesama s albuma:
1. Najdraža pjesmica 3:25 (Davorin Bogović - Davorin Bogović - Marijan Brkić / Davorin Bogović )
2. Je t¨aime (moja voljena – Moi non plus) 3:14 (… - Davorin Bogović - Marijan Brkić / Davorin Bogović)
3. Ljubav kao ljubav 4:49 (Davorin Bogović - Davorin Bogović - Marijan Brkić / Davorin Bogović )
4. Lovi me 3:11 (Marijan Brkić / Davorin Bogović - Davorin Bogović - Marijan Brkić / Davorin Bogović )
5. R'n'R' po glav 3:00 (Davorin Bogović - Davorin Bogović - Marijan Brkić / Davorin Bogović )
6. Slabo se hranim 3:41 (Davorin Bogović - Davorin Bogović - Marijan Brkić / Davorin Bogović)
7. Gori svijet 3:53 (Davorin Bogović - Davorin Bogović - Marijan Brkić / Davorin Bogović )
8. Izgubio sam dragu ženu 4:06 (… - Siniša Radaković - Marijan Brkić / Davorin Bogović )
9. Kud god prođeš ti 3:52 (Davorin Bogović - Davorin Bogović - Marijan Brkić / Davorin Bogović )
10. Sretno dijete 3:04 (Jasenko Houra - Jasenko Houra - Marijan Brkić / Davorin Bogović )

## Vanjske poveznice
- Discogs.com